# S/2007 S 2
S/2007 S 2 – mały księżyc Saturna, odkryty przez Scotta S. Shepparda, Davida C. Jewitta, Jana Kleynę i Briana G. Marsdena 1 maja 2007 z obserwacji przeprowadzonych pomiędzy 18 stycznia a 19 kwietnia 2007 r. za pomocą Teleskopu Subaru na Hawajach. Nie został jeszcze oficjalnie nazwany. Część z nowo odkrytych księżyców otrzymała już własne nazwy, reszta otrzyma je w ciągu kilku lat.
Należy do grupy nordyckiej nieregularnych, zewnętrznych księżyców planety, poruszających się ruchem wstecznym.